# Elecciones a la Asamblea Constituyente de Portugal de 1975
Las elecciones a la Asamblea Constituyente se celebraron en Portugal el viernes 25 de abril de 1975, un año después del triunfo de la Revolución de los Claveles que dio lugar al Proceso Revolucionario en Curso. El objetivo de estos comicios era la conformación de una cámara representativa que dotase al país de una Constitución democrática. La Constitución sería promulgada el 2 de abril de 1976 y se mantiene vigente hasta la actualidad, aunque ha sido objeto de reformas que redujeron significativamente —y en algunos aspectos transformaron— su orientación original de carácter socialista.
Estas fueron las primeras elecciones democráticas y multipartidistas en Portugal desde las elecciones parlamentarias de 1925.
Los comicios fueron un rotundo éxito de participación, con una abstención de tan sólo el 8,34%. Las elecciones también mostraron que Portugal era un país políticamente dividido entre el sur y el norte. El Alentejo latifundista votaba por el Partido Comunista Portugués, y también buena parte del Portugal industrial. En cambio, las zonas de pequeña propiedad al norte del Tajo, con más peso demográfico, tendían a votar a la derecha. El Portugal más urbano votaba socialista, y el partido de Mário Soares se convertía también en la segunda fuerza del resto del país.

## Contexto
Las anteriores elecciones parlamentarias se celebraron el 28 de octubre de 1973, todavía bajo el gobierno autoritario del Estado Novo (Nuevo Estado). La Acción Nacional Popular (ANP), el partido único del presidente del consejo Marcelo Caetano había ganado los 150 diputados de la Asamblea Nacional, con una tasa de participación del 66,5% de los registrados.[cita requerida]
El 25 de abril de 1974, la Revolución de los Claveles, iniciada por los capitanes del Movimiento de las Fuerzas Armadas (MFA), puso fin al régimen autoritario establecido en 1932 por António de Oliveira Salazar. Después de que las fuerzas revolucionarias proclamaron la victoria, la Junta de Salvación Nacional, presidida por el General António de Spínola, toma el cargo de jefe de Estado y de Gobierno.
Con los partidos políticos una vez más legales, el líder del Partido Socialista (PS), Mário Soares, y el secretario general del Partido Comunista Portugués (PCP), Álvaro Cunhal, regresan a Portugal menos de una semana después. Además, los miembros del "ala liberal" de la ANP, favorable a la democratización del "Estado Novo" antes de su caída, fundan el Partido Popular Democrático (PPD), que reivindicaba ser socialdemócrata.
Al cabo de tres semanas, Spínola toma el juramento de presidente de la República y nombra a Adelino da Palma Carlos primer ministro como jefe del primer gobierno provisional en el que también participaron miembros civiles y militares, además de independientes, socialistas, socialdemócratas y comunistas.
Ya el 18 de julio, Vasco Gonçalves, un militar visto como muy cercano al Partido Comunista, reemplaza a Palma Carlos como jefe del gobierno. Después de esto, aparece el primer partido que no dice ser de izquierda o de centro izquierda, el Centro Democrático y Social (CDS), que dice ser un defensor de la democracia cristiana y el liberalismo.[cita requerida]
Apenas dos meses y medio después, luego de no poder llevar a cabo una contrarrevolución, Spínola renuncia como Presidente de la República y es reemplazado por el General Francisco da Costa Gomes, su adjunto en la Junta Nacional de Salvación. El 19 de marzo de 1975, el presidente Costa Gomes llama oficialmente a una elección para elegir a los miembros para escribir una nueva Constitución.

## Sistema electoral
El sistema electoral adoptado, establecido por la ley electoral aprobada el 15 de noviembre de 1974, establece la elección de los miembros del parlamento por representación proporcional según el método D'Hondt, conocido por beneficiar a los partidos que obtienen los primeros puestos.
La ley establece el número de un diputado por cada 25 000 habitantes y uno más por cada fracción de 12 500. Los diputados fueron elegidos en veintitrés circunscripciones, a saber, los dieciocho distritos metropolitanos, Horta, Ponta Delgada, Angra do Heroísmo, Funchal, Mozambique, Macao y el resto del mundo.
En aplicación de estas disposiciones, llevaron a que la Asamblea este conformada por 250 escaños.

## Resultados
|  | 37.87 % |

|  | 26.39 % |

|  | 12.46 % |

|  | 7.61 % |

|  | 4.14 % |

|  | 1.16 % |

|  | 1.02 % |

|  | 0.79 % |

|  | 0.58 % |

|  | 0.57 % |

|  | 0.23 % |

|  | 0.19 % |

|  | 0.03 % |

|  | 0.02 % |

|  | 6.95 % |

|  | 100 % |

|  | 91.66 % |